# 金城博和
金城 博和（きんじょう ひろかず、1962年4月20日 - ）は、沖縄県国頭郡今帰仁村出身の元プロ野球選手（内野手）。

## 来歴・人物
興南高では、1980年夏の甲子園に出場する。2年生エース竹下浩二を擁し、四番打者、左翼手として準々決勝に進出するが、この大会に準優勝した早稲田実の荒木大輔投手に完封を喫した。高校同期に五番打者、三塁手の渡真利克則がおり、渡真利とともに右の強打者として各球団から注目される。
同年のプロ野球ドラフト会議で日本ハムファイターズから2位指名を受け入団。同期の渡真利も阪神タイガースから2位指名を受けた。
1985年にはイースタンリーグのベストナインに選出される。同年は一軍でも7試合に起用され、10月には一塁手として先発出場も果たす。しかしその後は実績を残せず、1986年限りで現役を引退。

## 詳細情報

### 年度別打撃成績
| 年 度     | 球 団     | 試 合 | 打 席 | 打 数 | 得 点 | 安 打 | 二 塁 打 | 三 塁 打 | 本 塁 打 | 塁 打 | 打 点 | 盗 塁 | 盗 塁 死 | 犠 打 | 犠 飛 | 四 球 | 敬 遠 | 死 球 | 三 振 | 併 殺 打 | 打 率 | 出 塁 率 | 長 打 率 | O P S |
| --------- | --------- | ----- | ----- | ----- | ----- | ----- | -------- | -------- | -------- | ----- | ----- | ----- | -------- | ----- | ----- | ----- | ----- | ----- | ----- | -------- | ----- | -------- | -------- | ----- |
| 1985      | 日本ハム  | 7     | 23    | 20    | 1     | 3     | 0        | 0        | 1        | 6     | 3     | 0     | 0        | 0     | 1     | 2     | 0     | 0     | 4     | 0        | .150  | .217     | .300     | .517  |
| 通算：1年 | 通算：1年 | 7     | 23    | 20    | 1     | 3     | 0        | 0        | 1        | 6     | 3     | 0     | 0        | 0     | 1     | 2     | 0     | 0     | 4     | 0        | .150  | .217     | .300     | .517  |

### 記録
- 初出場：1985年10月14日、対南海ホークス26回戦（大阪球場）、一塁手として途中出場
- 初安打：1985年10月16日、対近鉄バファローズ25回戦（藤井寺球場）、石本貴昭から左前安打
- 初打点・初本塁打：1985年10月19日、対ロッテオリオンズ25回戦（川崎球場）、6回表に小川博から左越3ラン
- 初先発出場：1985年10月20日、対ロッテオリオンズ26回戦（川崎球場）、8番・一塁で先発出場

### 背番号
- 40 （1981年 - 1986年）